# Dekanat miorski (eparchia połocka i głębocka)
Dekanat miorski – jeden z dziesięciu dekanatów eparchii połockiej i głębockiej Egzarchatu Białoruskiego Patriarchatu Moskiewskiego.
Dziekanem jest protojerej Wiktar Babiszczewicz.

## Parafie w dekanacie[1]
- Parafia św. Mikołaja Cudotwórcy w Czeresie
  - Cerkiew św. Mikołaja Cudotwórcy w Czeresie
- Parafia Podwyższenia Krzyża Pańskiego w Ćwiecinie
  - Cerkiew Podwyższenia Krzyża Pańskiego w Ćwiecinie
  - Kaplica Świętego Ducha w Ćwiecinie
  - Kaplica Trzech Świętych Hierarchów w Papszulach
  - Kaplica Kazańskiej Ikony Matki Bożej w Zauciu
- Parafia Podwyższenia Krzyża Pańskiego w Dryhuczach
  - Cerkiew Podwyższenia Krzyża Pańskiego w Dryhuczach
- Parafia Smoleńskiej Ikony Matki Bożej w Dziśnie
  - Cerkiew Smoleńskiej Ikony Matki Bożej w Dziśnie
- Parafia Zmartwychwstania Pańskiego w Dziśnie
  - Cerkiew Zmartwychwstania Pańskiego w Dziśnie
- Parafia Przemienienia Pańskiego w Jaźnie
  - Cerkiew Przemienienia Pańskiego w Jaźnie
  - Kaplica Świętych Apostołów Piotra i Pawła w Basiankach
  - Kaplica św. Włodzimierza w Iściu
- Parafia Świętej Trójcy w Leonpolu
  - Cerkiew Świętej Trójcy w Leonpolu
- Parafia Świętych Apostołów Piotra i Pawła w Małyszowie
  - Cerkiew Świętych Apostołów Piotra i Pawła w Małyszowie
- Parafia Obrazu Chrystusa Zbawiciela Nie Ludzką Ręką Uczynionego w Mikołajowie
  - Cerkiew Obrazu Chrystusa Zbawiciela Nie Ludzką Ręką Uczynionego w Mikołajowie
  - Kaplica św. Męczennicy Anastazji z Dalmacji w Horkach
  - Kaplica Opieki Matki Bożej w Kopylszczynie
- Parafia Położenia Ryzy Matki Bożej w Miorach
  - Cerkiew Położenia Ryzy Matki Bożej w Miorach
- Parafia św. Mikołaja Cudotwórcy w Nowym Pohoście
  - Cerkiew św. Mikołaja Cudotwórcy w Nowym Pohoście
- Parafia św. Michała Archanioła w Piestunach
  - Cerkiew św. Michała Archanioła w Piestunach
- Parafia św. Jerzego Zwycięzcy w Przebrodziu
  - Cerkiew św. Jerzego Zwycięzcy w Przebrodziu
- Parafia św. Mikołaja Cudotwórcy w Uźmionach
  - Cerkiew św. Mikołaja Cudotwórcy w Uźmionach

## Galeria

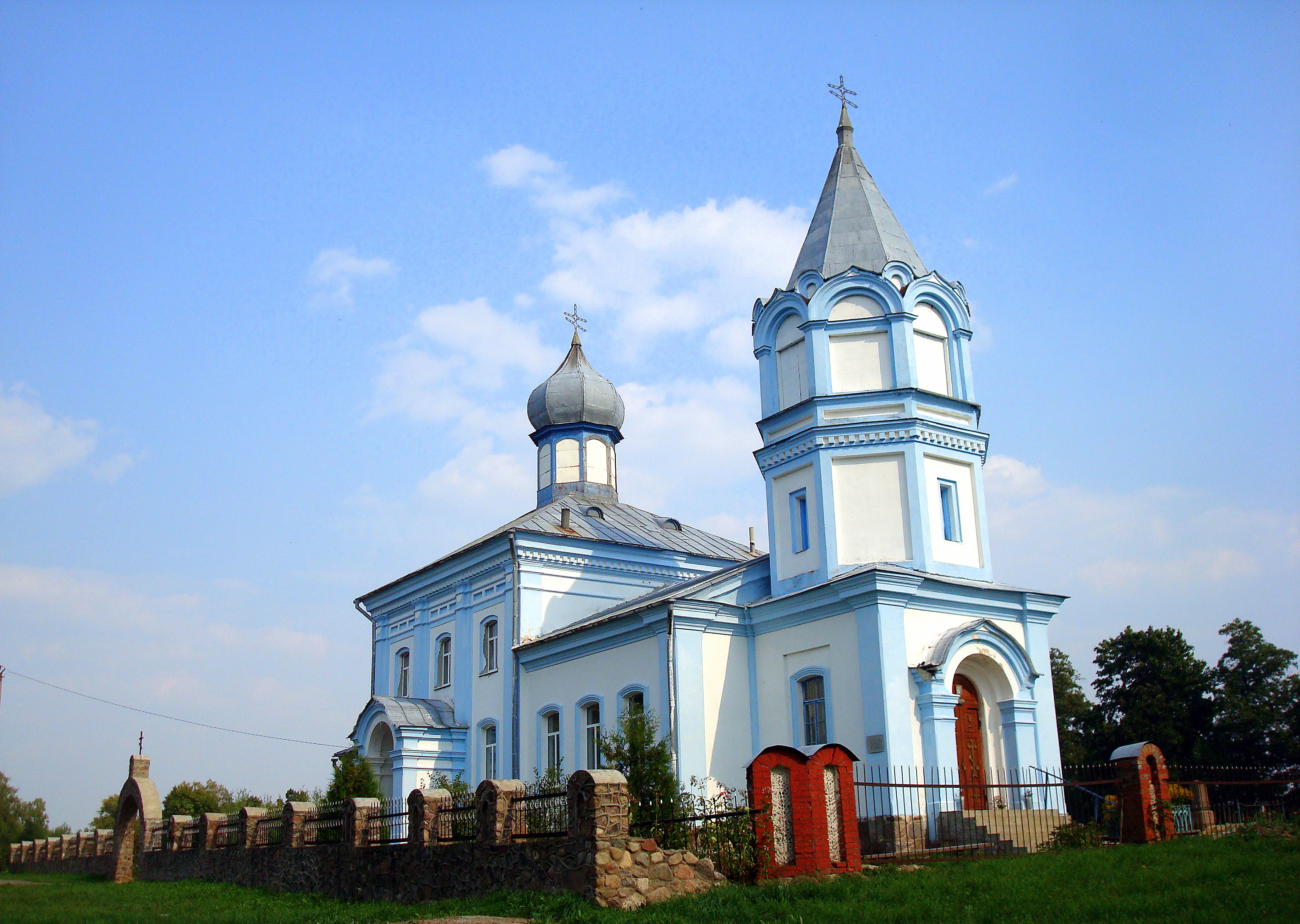
Cerkiew św. Mikołaja Cudotwórcy w Czeresie
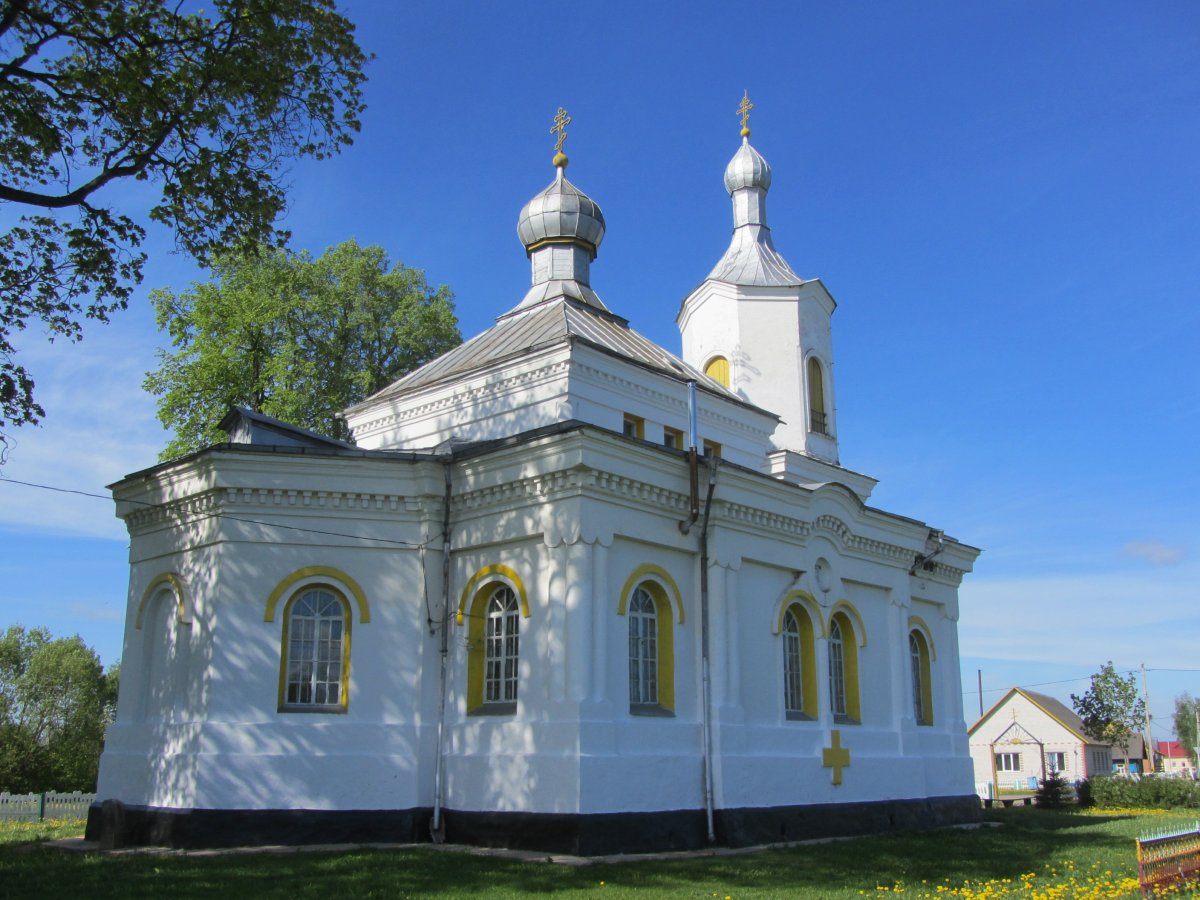
Cerkiew Podwyższenia Krzyża Pańskiego w Ćwiecinie
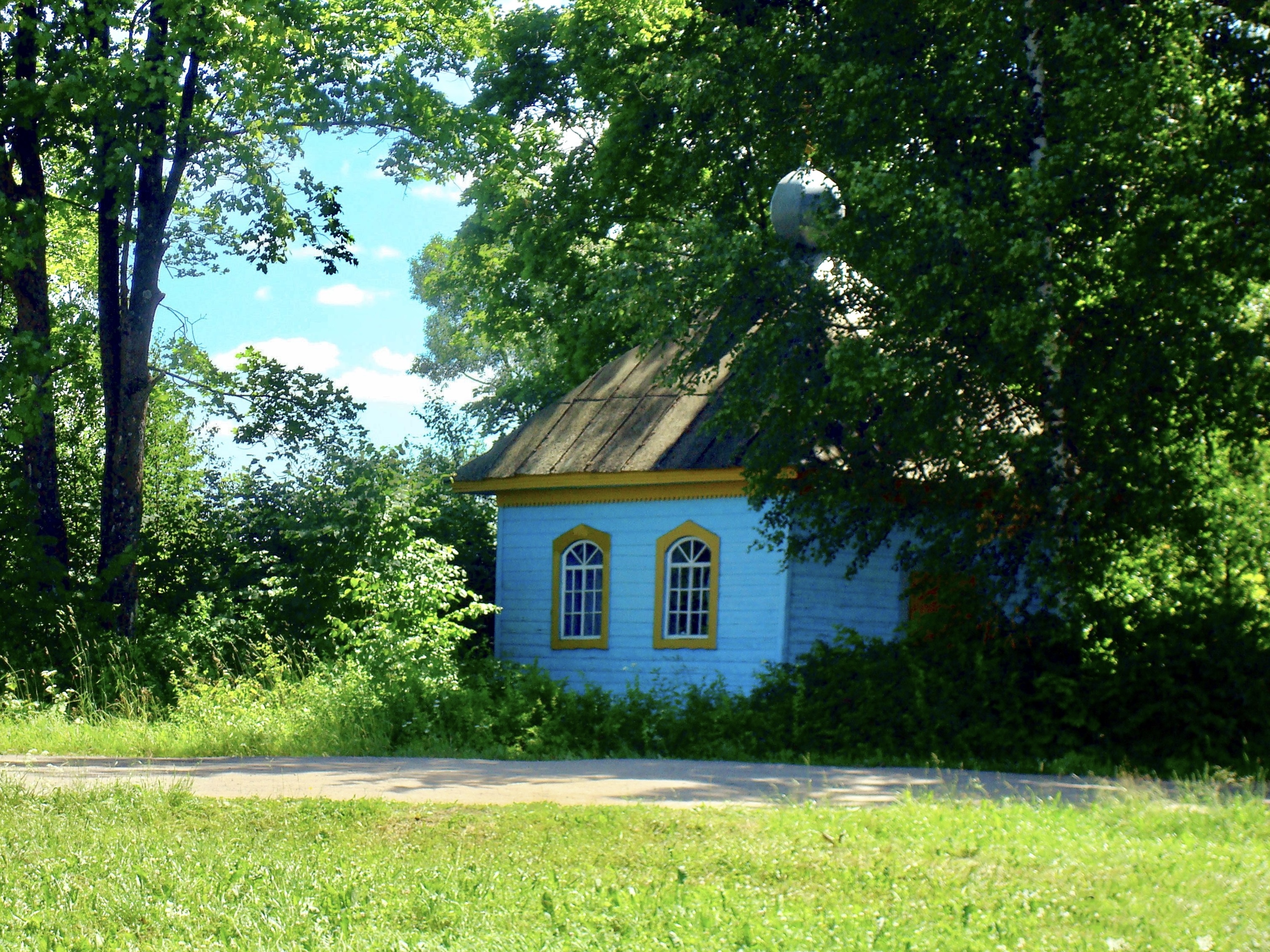
Kaplica Świętego Ducha w Ćwiecinie
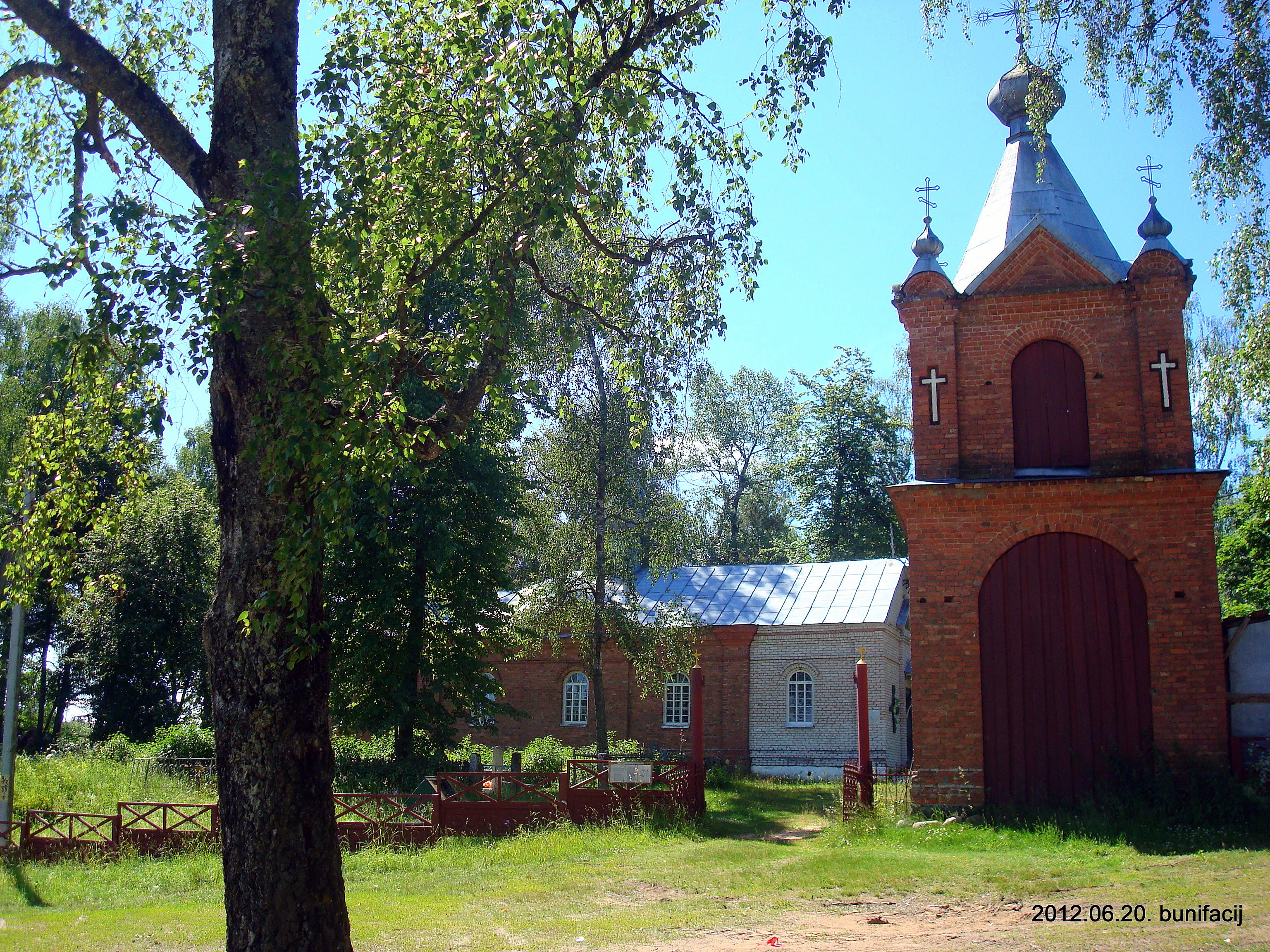
Cerkiew Smoleńskiej Ikony Matki Bożej w Dziśnie
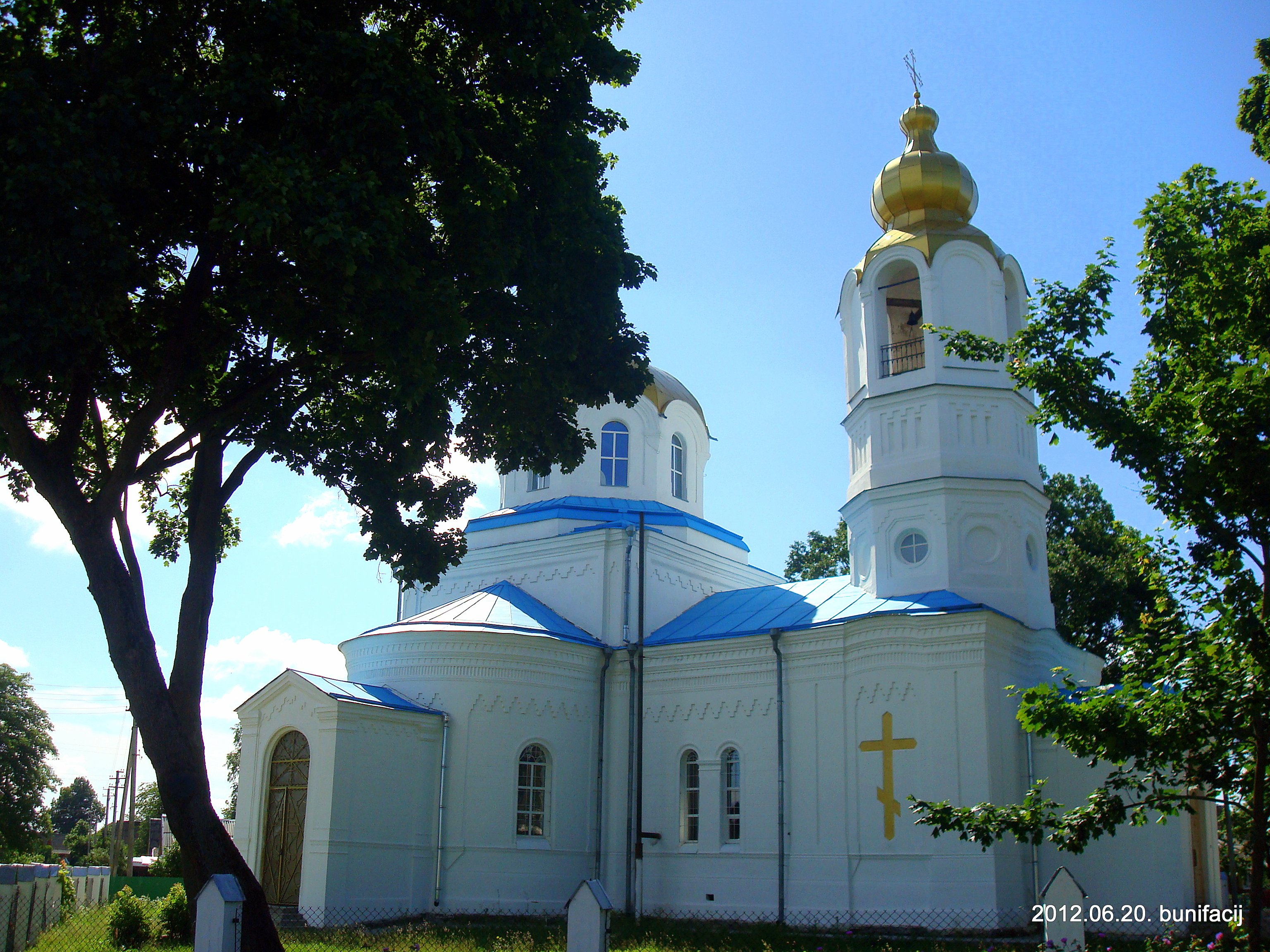
Cerkiew Zmartwychwstania Pańskiego w Dziśnie
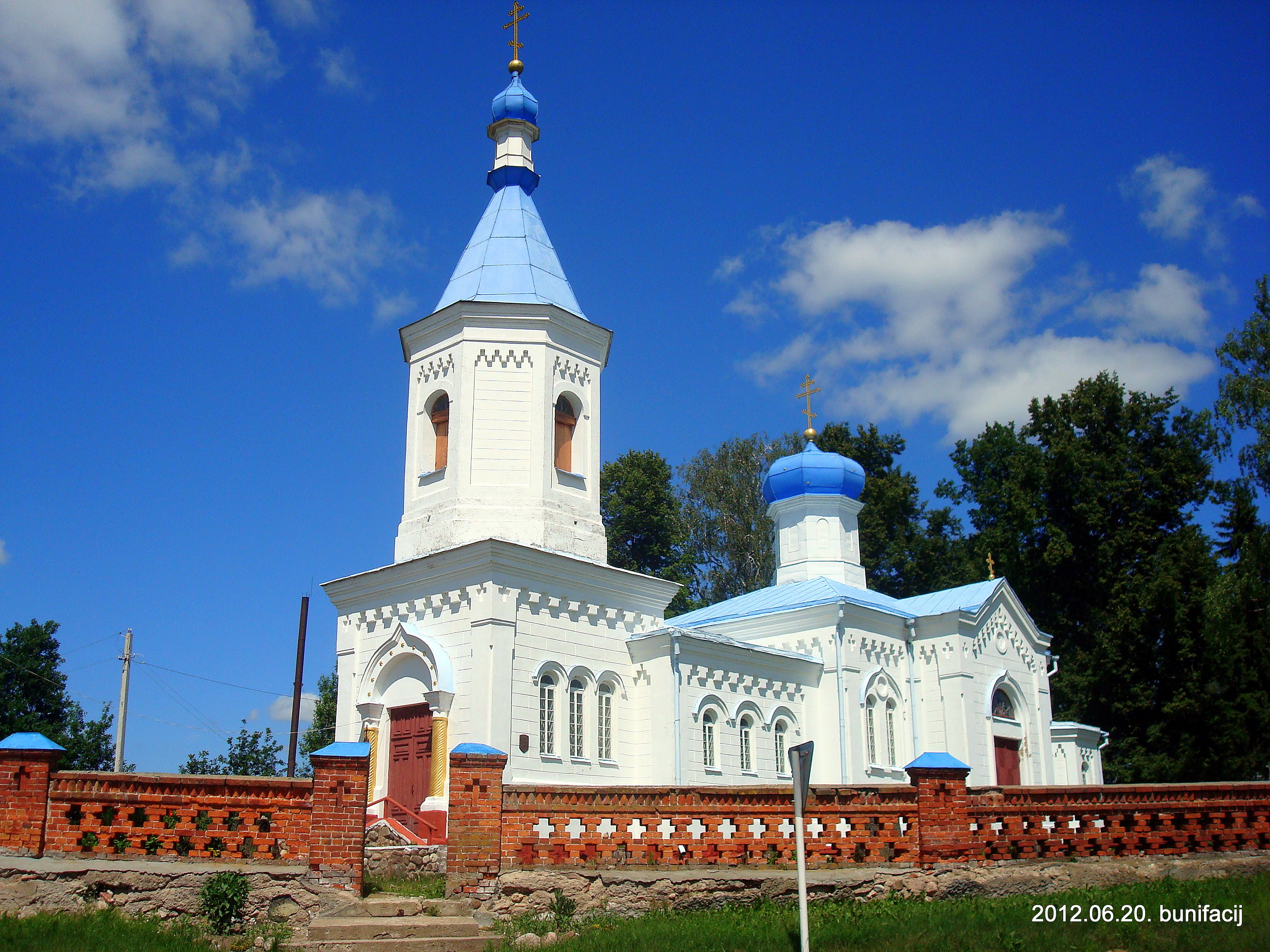
Cerkiew Przemienienia Pańskiego w Jaźnie
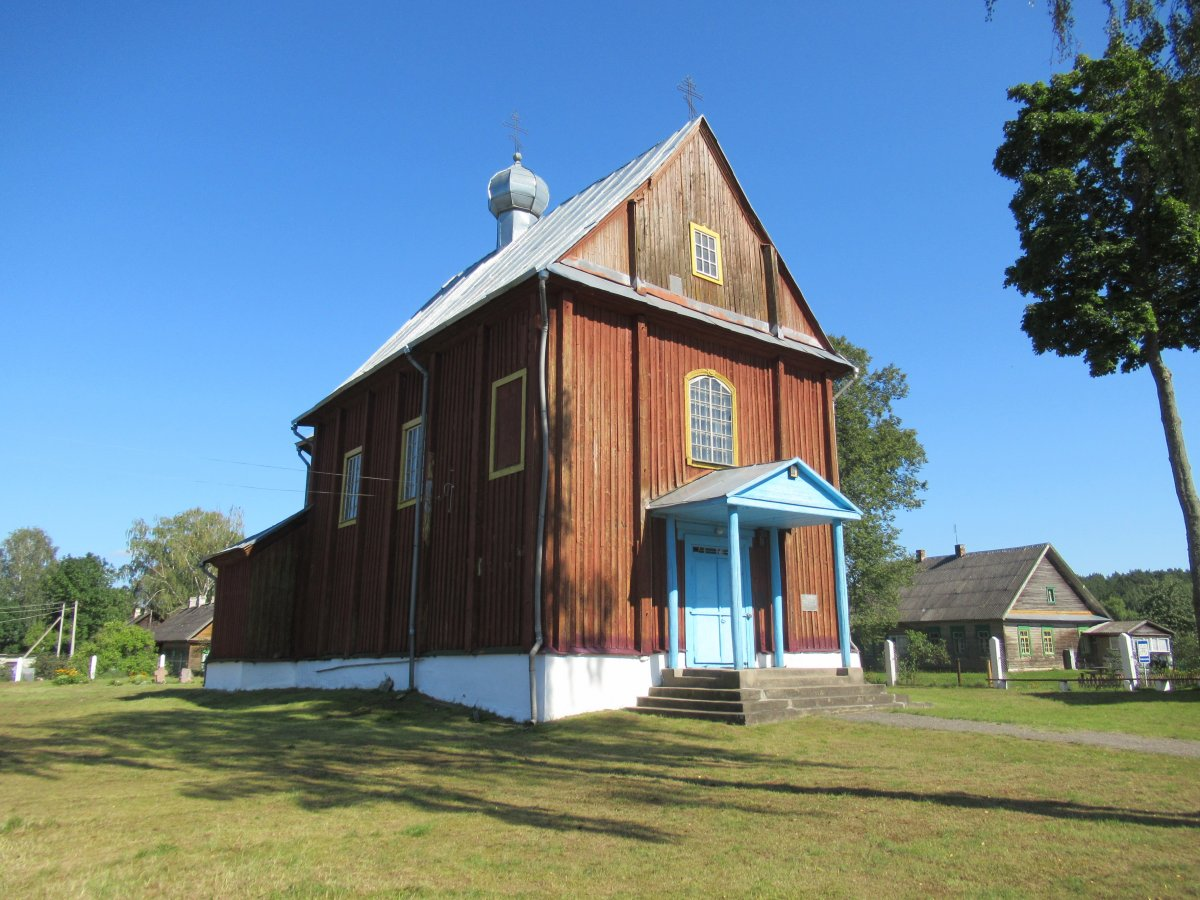
Cerkiew Świętej Trójcy w Leonpolu
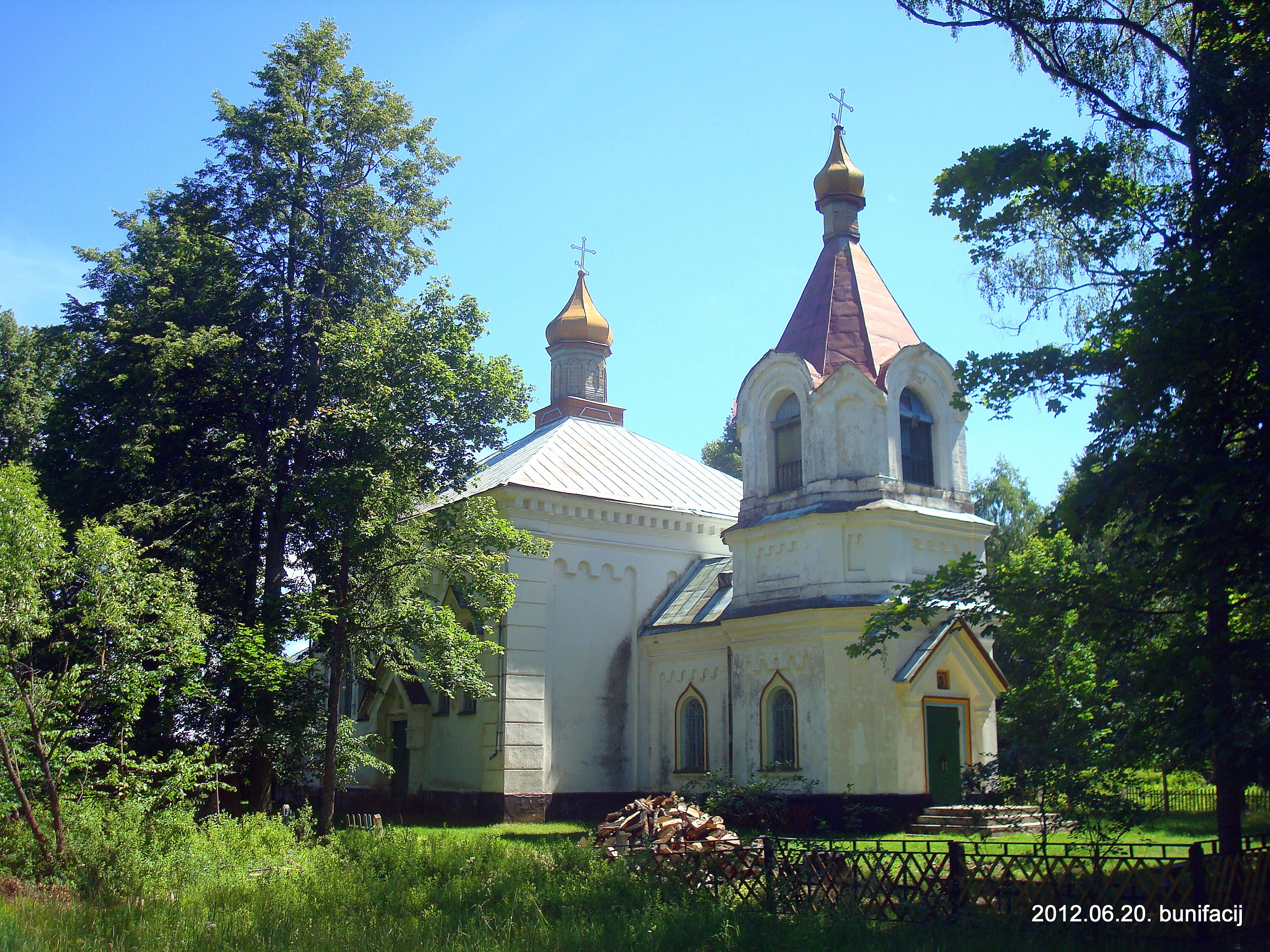
Cerkiew Świętych Apostołów Piotra i Pawła w Małyszowie
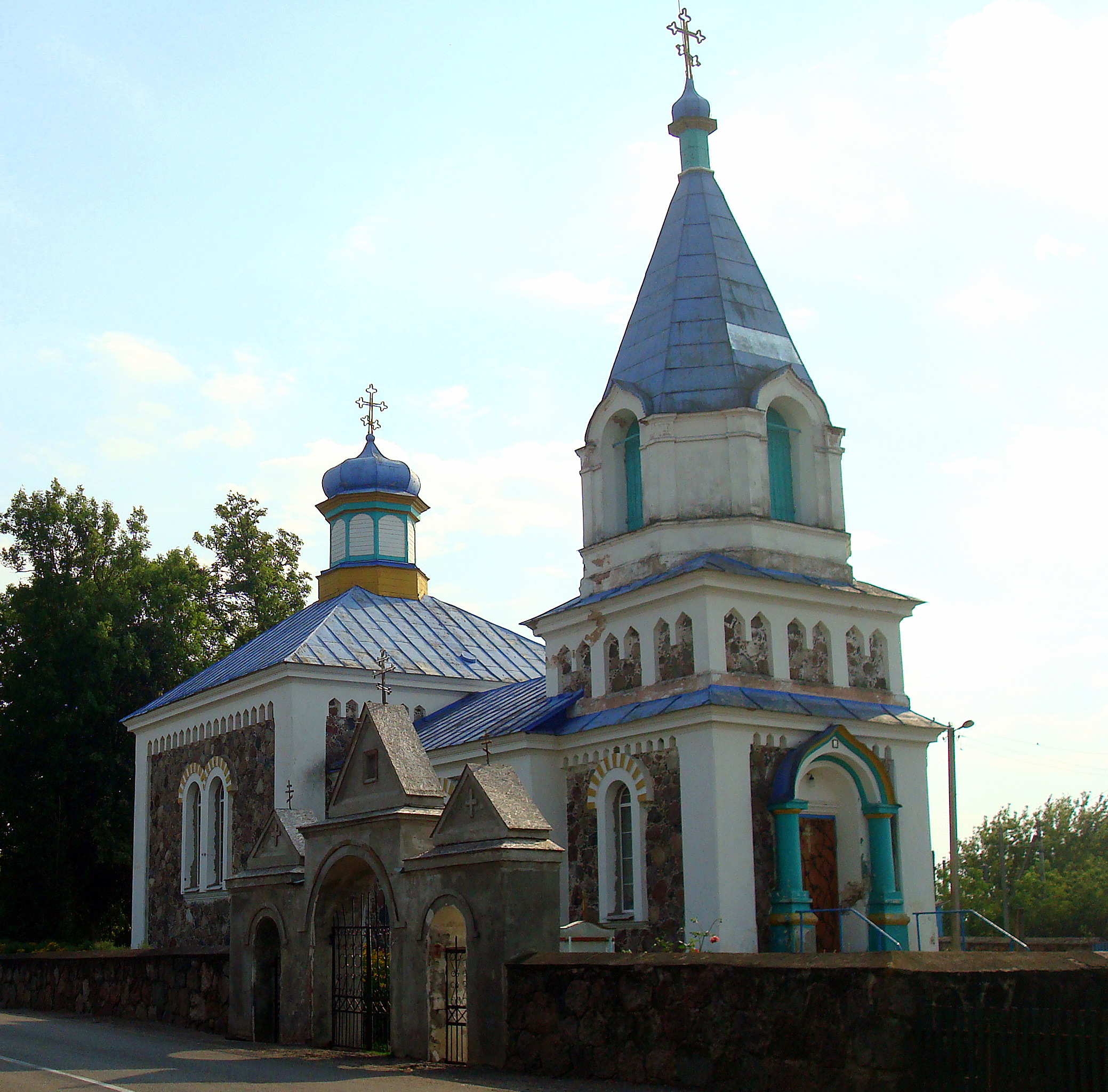
Cerkiew św. Mikołaja Cudotwórcy w Nowym Pohoście
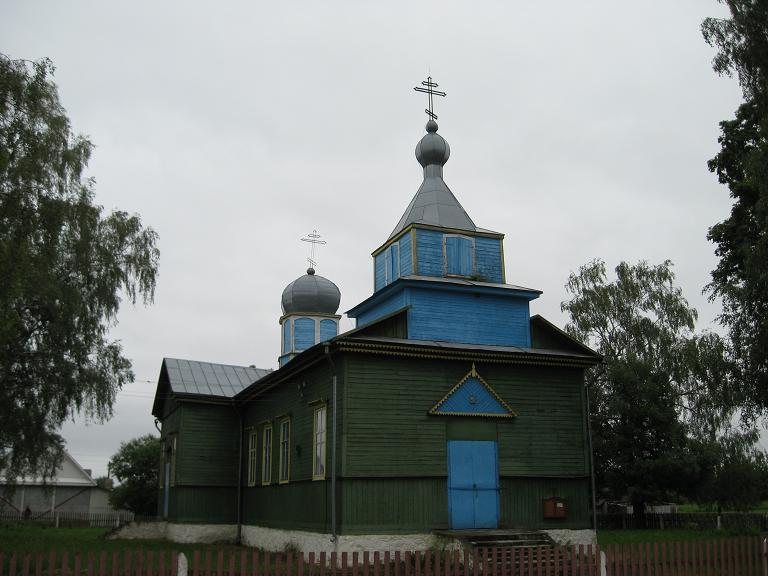
Cerkiew św. Jerzego Zwycięzcy w Przebrodziu
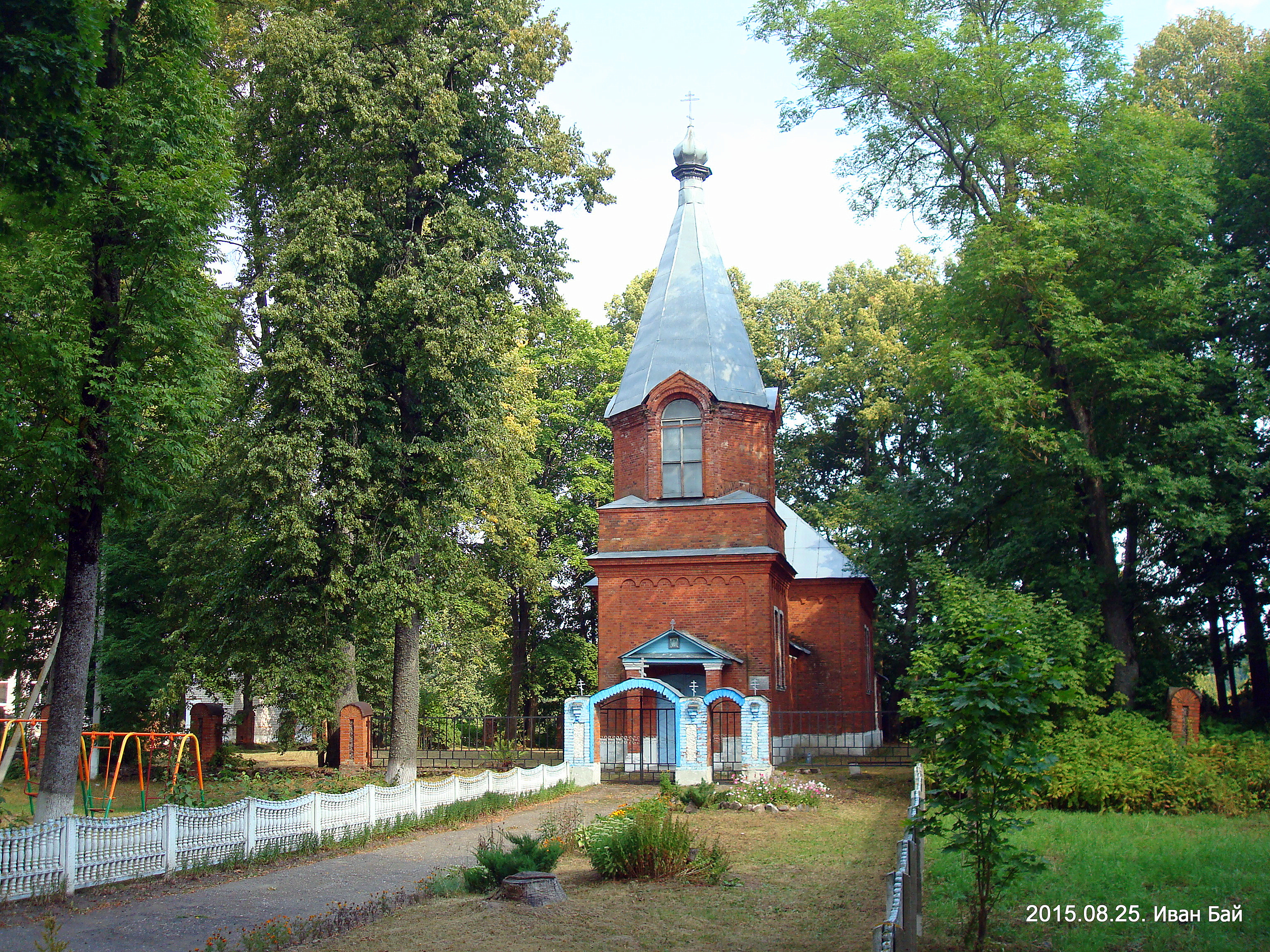
Cerkiew św. Mikołaja Cudotwórcy w Uźmionach